# Alexander Gittinger
Alexander Gittinger (* 21. September 1961) ist ein ehemaliger deutscher Schauspieler bei Film und Fernsehen.

## Leben
Gittinger wurde mit 16 Jahren vom Fernsehregisseur Eberhard Itzenplitz entdeckt und in der Hauptrolle in Das Tausendunderste Jahr vor die Kamera geholt. Nach seiner Mitwirkung in der Fernsehserie Köberle kommt verpflichtete der österreichische Filmproduzent Karl Spiehs Gittinger für eine Reihe von schlichten Liebes- und Sexlustspielen wie Sunshine Reggae auf Ibiza, Schulmädchen ’84 und Her mit den kleinen Schweinchen. Gittinger hatte dort zumeist den schüchternen besten Freund des jugendlichen Helden und Liebhabers zu spielen, der stets ein wenig trottelhaft agiert und sich durch sein linkisches Verhalten dem Spott der Anderen aussetzt und nur wenig Chancen bei den hübschen Mädchen hat.
1984 sang er zusammen mit seiner Filmkollegin Bea Fiedler die Single Du Du Du (... bist so unbeschreiblich weiblich) ein, komponiert von Horst Hornung mit einem Text von Chris Roberts.
Ab Mitte der 1980er trat Gittinger fast nur noch in Fernsehproduktionen auf, darunter auch die Serie Der Eugen, wo er eine Dauerrolle spielte, und sechs Tatort-Folgen, wo er u. a. in den Produktionen des Saarländischen Rundfunks den Kriminalassistenten und Spurensicherer Kraus verkörperte. Er spielte einen vertrottelten Polizisten in der Serie Ein Schloss am Wörthersee, wo er unter anderem versehentlich den Schauspieler Telly Savalas verhaftete. 
1989 übersiedelte Gittinger nach New York und besuchte das Lee Strasberg Theatre and Film Institute. 1993 zog er nach Los Angeles und widmete sich der Arbeit hinter der Kamera als Regisseur, Produzent und Editor von Dokumentarfilmen. 
Seit 2008 hat sich Gittinger zunehmend mit Fragen der Verhaltens- und Suchtpsychologie und deren Auswirkung auf das alltägliche Miteinander beschäftigt und im Rahmen der „Choice Theory“-Methode eine DVD herausgebracht. 2012 hat er seinen Abschluss des Studiums der Psychologie gemacht, und 2015 den Master in Klinischer Forensischer Sozialarbeit.
Zwischen 2016 und 2020 arbeitete Alexander Gittinger beim Non-Profit-Unternehmen „The People Concern“ in Malibu, wo er sich als Sozialarbeiter und Streetworker um Obdachlose und andere Personen mit sozial schwierigem Umfeld kümmerte. Seit 2021 arbeitet er als Therapeut mit der Spezialisierung auf Sexualsucht und Beziehungsproblemen im Center for Healthy Sex.

## Filmografie
- 1979: Das tausendunderste Jahr
- 1983: Köberle kommt (Fernsehserie)
- 1983: Sunshine Reggae auf Ibiza
- 1984: Schulmädchen ’84
- 1984: Her mit den kleinen Schweinchen
- 1984: Popcorn & Paprika
- 1985: Die Einsteiger
- 1986: Tatort: Einer sah den Mörder
- 1986: Der Eugen (Fernsehserie)
- 1986, 1989: Der Alte (zwei Folgen)
- als Max Palus Assistent Kraus:
  - 1987: Tatort: Salü Palu
  - 1988: Tatort: Winterschach
- 1988: Tatort: Sein letzter Wille
- 1988: Tatort: Tödlicher Treff
- 1991: Auf der Suche nach Salome (Fernsehserie)
- 1991–1992: Ein Schloß am Wörthersee (Fernsehserie)
- 1993: Sarı Mercedes
- 1994: Tatort: Bienzle und das Narrenspiel
- 2005: Battleground: The Art of War